# Дон Джонсон
Дон Джонсон (англ. Donnie Wayne "Don" Johnson; нар. 15 грудня 1949, Флет-Крик, Міссурі, США) — американський актор та співак.

## Біографія
Дон Джонсон народився в родині фермера. Коли йому було 11 років, його батьки розлучилися, і разом з матір'ю і ще чотирма дітьми Дон переїхав до Вічити в Канзасі. У підлітковому віці у нього були конфлікти із законом. Його акторський талант відкрився ще в шкільні роки, одна з викладачок допомогла Дону отримати театральну стипендію в Університеті Канзасу.
Дон Джонсон часто опиняється в центрі уваги ЗМІ у зв'язку із проблемами з наркотиками та розлученнями. У нього п'ятеро дітей: син від співачки Петті д'Арбанвілль, дочка від актриси Мелані Гріффіт, а також дочка і два сини з нинішньою дружиною Келлі Фледжер (англ. Kelley Phleger). На Мелані Гріффіт Джонсон одружувався двічі: спочатку в 1976 році (розлучення протягом одного року), а потім акторів пов'язували родинні узи з 1989 по 1996 роки.

## Акторська кар'єра

### Кінець 1960-х— 1983
Дон Джонсон отримав першу роль у рок-мюзиклі «Your Own Thing» в Американському театрі-консерваторії (Сан-Франциско). У 1969 році Джонсон отримав головну роль — Смітті в «Fortune and Men's Eyes» Села Мінея.
Дебют Джонсона на екрані відбувся через рік у фільмі «Чарівний сад Стенлі Світхарта» (англ. The Magic Garden Of Stanley Sweetheart). Вперше він ненадовго звернув на себе увагу головною роллю Віка в культовому науково-фантастичному фільмі 1975 року «Хлопець та його пес», за який в тому ж році Дон Джонсон отримав премію «Сатурн» як найкращий виконавець головної ролі. Однак розвинути цей перший успіх Дону Джонсону не вдалося: серіал з його участю був закритий після випуску п'яти пілотних серій.

### «Поліція Маямі», 1984 рік— початок 1990-х років
Дон Джонсон здобув популярність завдяки ролі поліцейського Джеймса (Сонні) Крокетта в американському телесеріалі «Поліція Маямі» (1984-89). Герой припав до вподоби глядачам — в ньому вдало поєднувалися чарівна безпутність плейбоя з безстрашністю та принциповістю поліцейського. Ця роль принесла Джонсону дві номінації на «Золотий глобус» в 1986-87 роках та номінацію на «Еммі» в 1986 році. Свій «Золотий глобус» Джонсон отримав 1986 року в категорії «Найкращий виконавець головної ролі». Наприкінці 1980-х років Дон Джонсон був одним з найпопулярніших акторів у світі. Свій успіх Джонсон вирішив закріпити в класичному кіно, на цій меті він сконцентрувався в наступні роки.

Я кращий за Пачіно. Я кращий за Де Ніро. Вони отримали зовнішність, а я отримав талант.
— Дон Джонсон

### 1990-ті роки— 2001
Через ролі в «Поліції Маямі» Джонсон практично не знімався в кіно: з 1984 року вийшло всього три фільми з його участю: «Cease Fire» (1985), «Приємний танець сердець» (англ. Sweet Hearts Dance) із Сьюзен Серендон та Джеффом Деніелс (1988) і «На смерть» (1989). Фільм 1990 року «Гра з вогнем» став комерційною невдачею, як і фільми «Рай» (1991) і «Уроки любові» (англ. Born Yesterday) (1993). Однак у ці ж роки (1991) Дон Джонсон знімається в культовому фільмі, що не отримав тоді широкого визнання — «Гарлі-Девідсон і ковбой Мальборо» в дуеті з Міккі Рурком.
У наступні роки Джонсон знову працював на телебаченні. У кримінальному серіалі «Детектив Неш Бріджес» (1996—2001) Дон Джонсон зіграв головну роль поліцейського в Сан-Франциско, який розслідує злочини разом зі своїм колегою Джо Домінгесом у виконанні Чіча Марина. Комедія «Бляшаний кубок» (1996), де партнером Джонсона виступив Кевін Костнер, також не принесла акторові бажаного успіху в кінематографі. У тому ж році за свої заслуги Дон Джонсон удостоївся зірки на алеї слави в Голлівуді.

### 2002— по теперішній час
В 2003 році Дон Джонсон знявся з Джоном Хердом та Джин Тріплгорн у телевізійному фільмі «Слово честі» (англ. Word of Honor). В 2005 році Джонсон отримав головну роль Гранта Купера в серіалі «Just Legal», який закрився після першого сезону. В 2006 році Джонсон знявся в сімейному фільмі «Moondance Alexander» та італійському трилері «Bastardi». Із січня по березень 2007 року Джонсон грав Натана Детройта в лондонському театрі на Вест-Енді в мюзиклі «Хлопці та лялечки».

## Вибрана фільмографія
| Рік       |    | Українська назва                      | Оригінальна назва                      | Роль                                 |
| --------- | -- | ------------------------------------- | -------------------------------------- | ------------------------------------ |
| 1970      | ф  | Чарівний сад Стенлі Світхарт          | The Magic Garden Of Stanley Sweetheart | Стенлі Світхарт                      |
| 1971      | ф  | Захарія                               | Zachariah                              | Меттью                               |
| 1973      | ф  | Експеримент Харрада                   | The Harrad Experiment                  | Стенлі Коул                          |
| 1974      | ф  | Хлопець і його собака                 | A Boy and His Dog                      | Вік                                  |
| 1975      | ф  | Повернення в округ Макон              | Return to Macon County                 | Харлі МакКей                         |
| 1977      | тф | Дівчата з обкладинки                  | The Cover Girls                        | Джонні Вілсон                        |
| 1980      | тф | Помста Степфордських дружин           | Revenge of the Stepford Wives          | офіцер Енді Брейді                   |
| 1984—1989 | с  | Поліція Маямі                         | Miami Vice                             | детектив Сонні Крокет (111 епізодів) |
| 1988      | с  | Невигадані історії                    | Tales of the Unexpected                | Бейкер                               |
| 1985      | ф  | Перемир'я                             | Cease Fire                             | Тім Мерфі                            |
| 1988      | ф  | Приємний танець сердець               | Sweet Hearts Dance                     | Віллі Бун                            |
| 1989      | ф  | На смерть                             | Dead Bang                              | детектив Джеррі Бек                  |
| 1990      | ф  | Гра з вогнем                          | The Hot Spot                           | Харрі                                |
| 1991      | ф  | Рай                                   | Paradise                               | Бен Рід                              |
| 1991      | ф  | Гарлі-Девідсон і ковбой Мальборо      | Harley Davidson and the Marlboro Man   | Мальборо                             |
| 1993      | ф  | Уроки любові                          | Born Yesterday                         | Пол Віралл                           |
| 1993      | ф  | Винен поза підозрою                   | Guilty As Sin                          | Девід                                |
| 1995      | ф  | Питання честі                         | In Pursuit of Honor                    | Джон                                 |
| 1996      | ф  | Бляшаний кубок                        | Tin Cup                                | Девід Сіммс                          |
| 1996—2001 | с  | Детектив Неш Бріджес                  | Nash Bridges                           | Неш Бріджес (122 епізоди)            |
| 1998      | ф  | Прощай, коханець                      | Goodbye Lover                          | Бен Данмор                           |
| 2003      | ф  | Слово честі                           | Word of Honor                          | Бенджамін Тайсон                     |
| 2007      | ф  | Переможниця                           | Moondance Alexander                    | Данте                                |
| 2010      | ф  | Капрал Джонсон (контузія Успенського) | Capral Jonson (Uspanck's contusion)    | Капрал Джонсон                       |
| 2010      | ф  | Одного разу в Римі                    | When In Rome                           | батько Бет                           |
| 2010      | ф  | Мачете                                | Machete                                | лейтенант Он Джексон                 |
| 2011      | ф  | Стара добра оргія                     | A Good Old Fashioned Orgy              | Джеррі Кепплер                       |
| 2011      | ф  | Народжений бути зіркою                | Born to Be a Star                      | Майлс Діп                            |
| 2012      | ф  | Джанго звільнений                     | Django Unchained                       | Спенсер Беннет                       |
| 2014      | ф  | Інша жінка                            | The Other Woman                        | Френк                                |
| 2014      | ф  | Холод у липні                         | Cold in July                           | Джим Боб                             |
| 2014—2015 | с  | Від заходу до світанку                | From Dusk Till Dawn: The Series        | шериф Ерл Макгроу (5 епізодів)       |
| 2017      | ф  | Помста: Історія кохання               | Vengeance: A Love Story                | Джей Кіркпатрік                      |
| 2017      | ф  | Бійка в блоці 99                      | Brawl in Cell Block 99                 | наглядач Таггз                       |
| 2017      | с  | Низка злощасних подій                 | A Series of Unfortunate Events         | сер (2 епізоди)                      |
| 2018      | ф  | Книжковий клуб                        | Book Club                              | Артур                                |
| 2019      | с  | Вартові                               | Watchmen                               | шеф Джадд Кроуфорд (4 епізоди)       |
| 2019      | ф  | Ножі наголо                           | Knives Out                             | Річард Драйсдейл-Тромбрей            |
| 2023      | ф  | Книжковий клуб: Новий розділ          | Book Club: The Next Chapter            | Артур                                |
| 2024      | ф  | Ребел-Ридж                            | Rebel Ridge                            | Сенді Берн                           |

## Музична кар'єра
- Крім зйомок, Дон Джонсон співає (альбоми Heartbeat 87,Let it roll 89).

## Цікаві факти
- Також актор захоплюється гольфом та навіть приїжджав в Росію для участі в турнірі в Нахабіно[5];
- 13 березня 2003 року ЗМІ повідомили, що в листопаді 2002 року Дон Джонсон був затриманий представниками митної служби на німецько-швейцарському кордоні з документами на переказ $ 8 млрд[6][7]. З документів були зроблені фотокопії та були повернуті. Актор заявив, що цінні папери належали його попутникам, з якими він вів переговори про фінансування своїх фільмів.